# Mesochorus parilis
Mesochorus parilis là một loài tò vò trong họ Ichneumonidae.